# Fronda (sublevación)

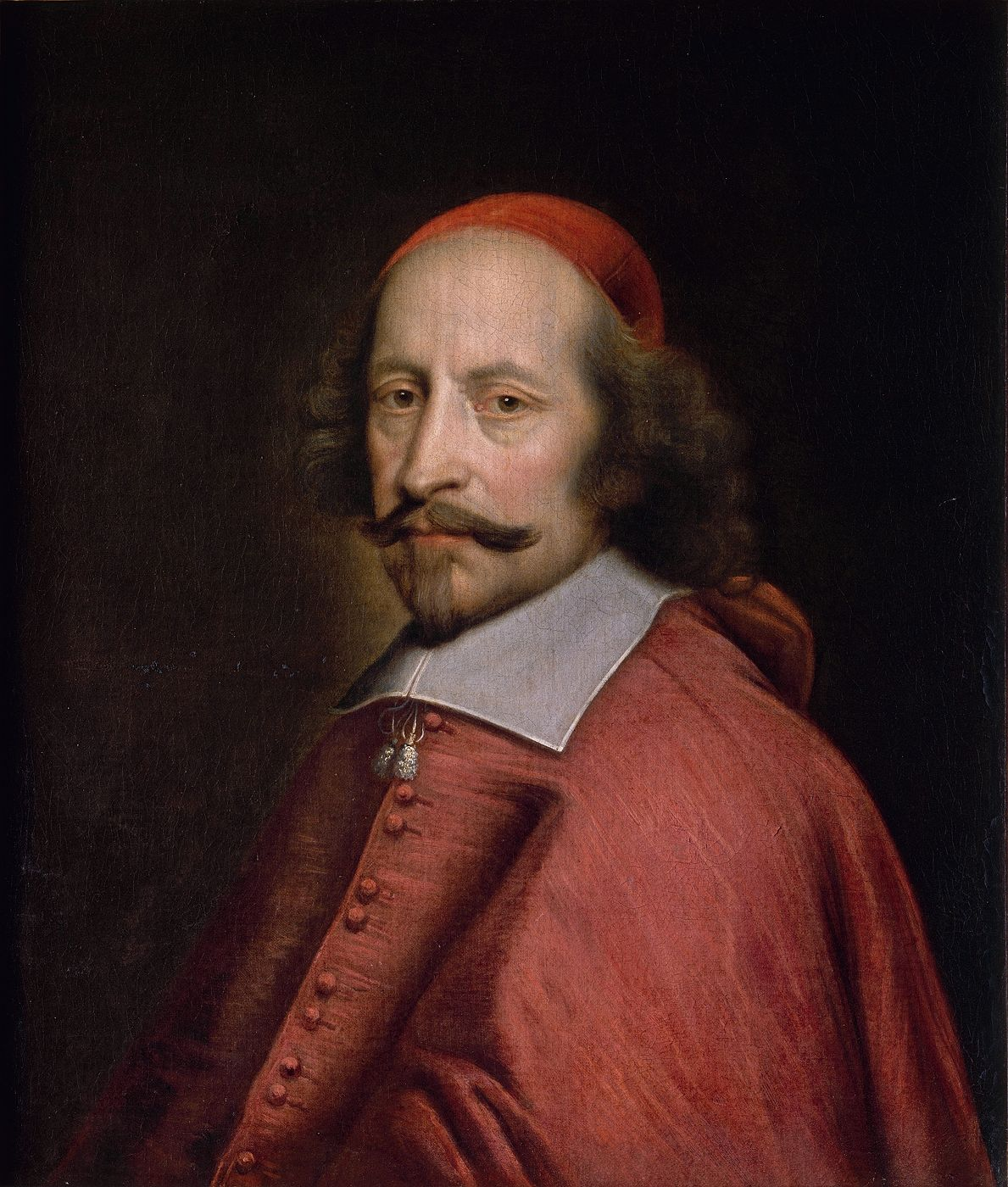
El cardenal Mazarino, por Pierre Mignard, Museo Condé, Chantilly.

La Fronda (del francés fronde) es un conjunto de movimientos de insurrección ocurridos en Francia durante la regencia de Ana de Austria, y la minoría de edad de Luis XIV, entre 1648 y 1653. Este periodo de revueltas marca una reacción frente a la creciente autoridad de la monarquía en Francia, que había incrementado su poder bajo los reinados de Enrique IV y Luis XIII (este último con el cardenal Richelieu como primer ministro). Con la muerte de Richelieu en 1642 y, después, la de Luis XIII en 1643, el poder real se debilita bajo la organización de una regencia. Esto se agrava por la difícil situación financiera generada por la intervención en la guerra de los Treinta Años, además de las ganas de revancha de muchos nobles que habían sufrido una pérdida de poder e influencia por las medidas de Richelieu. Esta situación genera una conjunción de múltiples oposiciones al poder real, ya sean parlamentarias, aristocráticas o populares. 
El nombre de fronde evoca las hondas o tirachinas que portaban los sublevados del primer levantamiento en París. Fue la última batalla llevada a cabo contra el rey de Francia por los Grandes del reino y tiene lugar durante la guerra hispano-francesa (que luego continúa hasta 1659). La Fronda atraviesa cuatro grandes etapas: la Fronda parlamentaria, la de los Príncipes, la Unión de las Frondas y la Fronda de Condé.

## Contexto
La Fronda nació, en principio, a causa del descontento general. Sus inicios se fundamentaron en la crisis económica y el aumento de la presión fiscal generadas para hacer frente a la guerra de los Treinta Años. Su causa más directa debe buscarse, por tanto, en los medios utilizados por la monarquía para elevar los impuestos. Con la llegada de la regencia  se esperaba una rebaja de las tasas, pero no fue así: el Cardenal Mazarino creyó que Francia podía soportar la guerra y no aflojó la presión. El auditor general de finanzas (Contrôleur général des finances), Michel Particelli d'Émery, incrementó la lista de los impuestos. Con esta medida forzó a París, que estaba exenta de ellos, a pagarlos. Nombró nuevos cargos mientras que, por su parte, Mazarino se disponía a chantajear con la renovación de la paulette (derecho anual que aseguraba la transmisión de los cargos). 
A partir de ese momento la Fronda se convirtió en una lucha de intrigas, una puja por el poder y el control, sin llegar a una guerra declarada aunque igualmente sin rastros del sentido constitucional. Los líderes eran príncipes descontentos y nobles. Gastón de Francia, eterno conspirador, no ocultaba su oposición a Mazarino, igual que su hija la Gran Mademoiselle. El príncipe de Condé y su hermana la duquesa de Longueville, querían pertenecer al Consejo real. Jean-François Paul de Gondi, futuro cardenal de Retz, coadjutor de París, era ambicioso y deseaba un cargo político y el capelo de cardenal. El Parlamento de París libró una auténtica batalla con la regencia a propósito de los impuestos. Ejerció, con frecuencia, su derecho de reconvención  esperando, en vano, modificar la política del reino. Por último, París era una ciudad de carácter rebelde, fácilmente inflamable, que vivía de rentas y estaba dominada por las corporaciones.

## Fronda parlamentaria

### La Cámara de San Luis

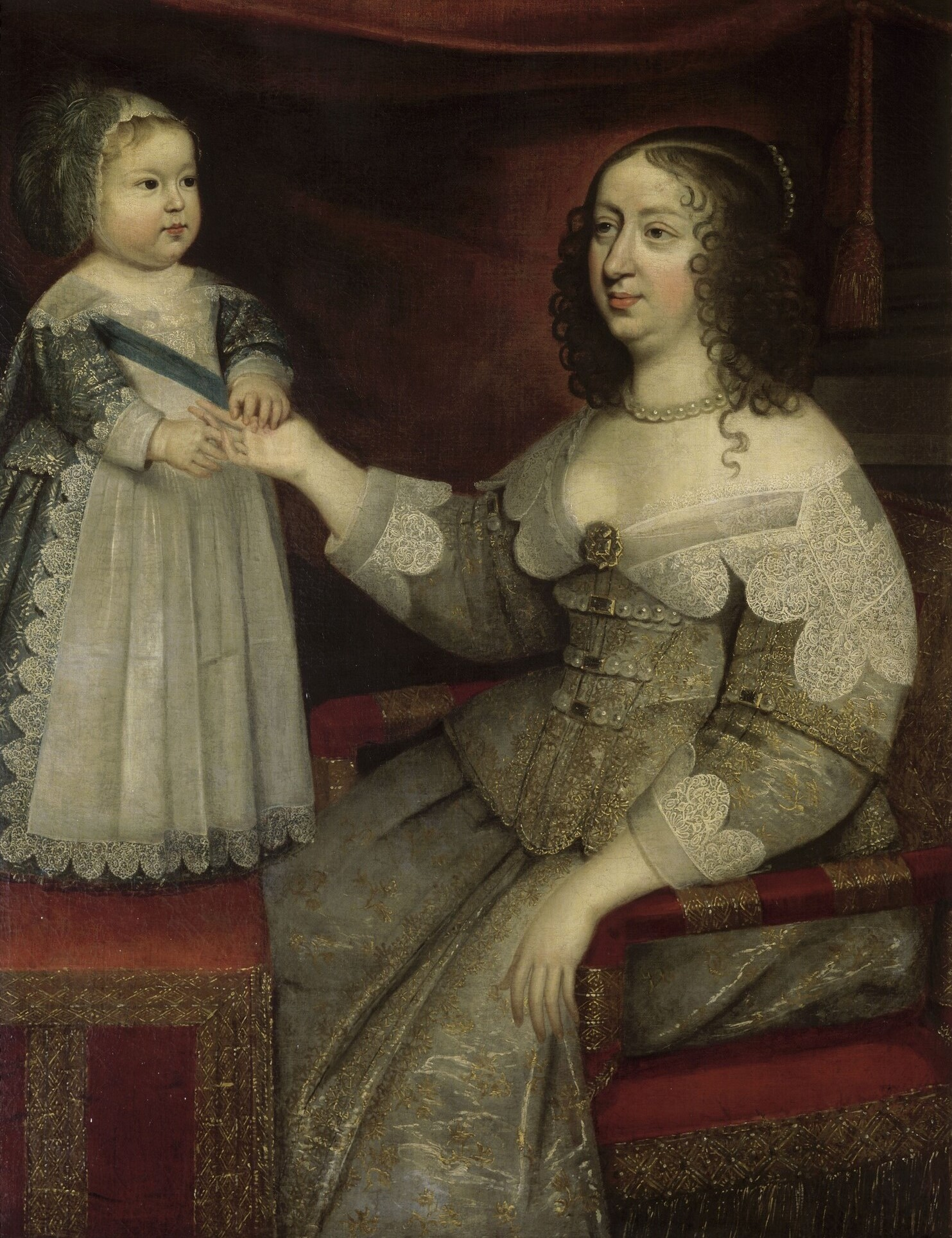
Ana de Austria.

El 15 de enero de 1648, Ana de Austria acudió al Parlément (órgano de la judicatura) para solicitar, en sesión privada, el registro de unos edictos fiscales. Al día siguiente se anuló lo concertado en esa sesión. Ante las maniobras de Mazarino para controlar las sesiones, las Cortes presentaron el 13 de mayo el "cese de sesiones", reuniendo las cortes en una sola asamblea, que se reuniría en la Cámara de San Luis del Palacio de Justicia. Los magistrados redactaron una lista de 27 artículos, exigiendo la vuelta de los intendentes, la sumisión obligatoria de los aumentos en los impuestos a la aprobación de las cortes y la garantía de las libertades individuales. 
La regente accedió, en principio, a todo lo solicitado. El 20 de agosto, con la victoria de Condé en Lens sobre los españoles, el contexto cambió, y Mazarino vio llegado el momento de asestar el gran golpe. El 26 de agosto hizo arrestar a los cabecillas de la Cámara de San Luis, y al anciano presidente Pierre Broussel, que era muy popular. Estos arrestos irritaron y sublevaron a París y provocaron el día de las barricadas. La muchedumbre persiguió al canciller Séguier e incendió el palacete de Luynes dónde este se había refugiado. Las milicias burguesas patrullaban por las proximidades del Palacio Real (antiguamente llamado Palacio-Cardenal, porque había sido construido por el Cardenal Richelieu que lo legó, a su muerte, al rey Luis XIII). Mazarino se opuso a la liberación de Broussel. El 13 de septiembre, Ana de Austria, junto con la Corte, se instaló prudentemente en el palacio de Rueil. En ese momento Condé se puso a disposición de Ana. El 24, la Corona aceptó un acuerdo convalidando los artículos de la Cámara, aunque reducidos a una quincena. El rey volvió a París.

## La primera guerra de la Fronda

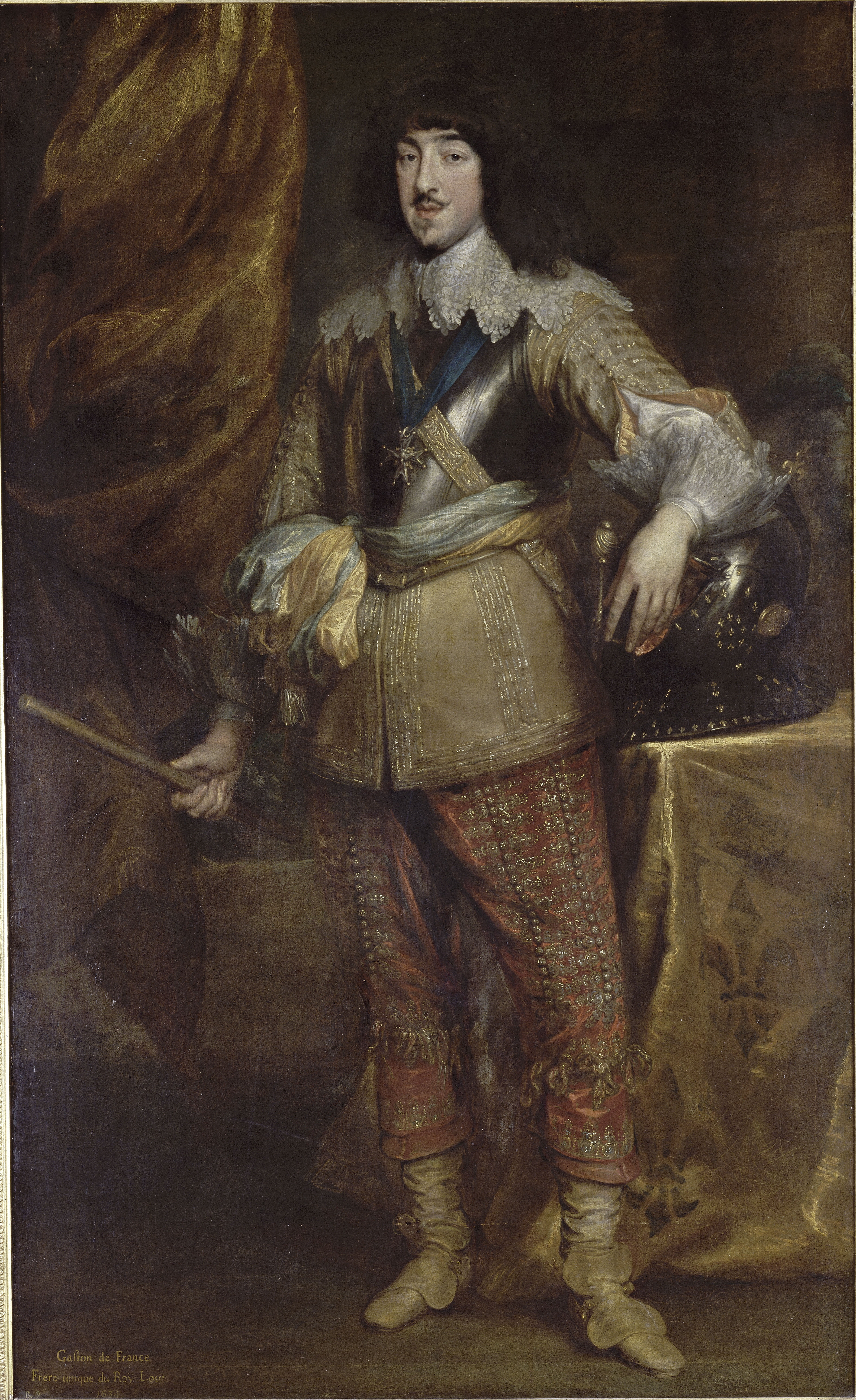
Gastón de Francia, por Anton van Dyck, Museo Condé.

Mazarino no se dio por vencido y convocó a los cuatro mil mercenarios alemanes del ejército de Condé. Por su parte, Gondi se ocupó de organizar la Fronda y propuso a Condé como jefe, pero este rechazó el nombramiento, aduciendo que «no podía aceptar el convertirse en el general de un ejército de locos». Gondi tuvo que conformarse con Conti, hermano menor de Condé.
La corte emigró de nuevo, trasladándose al palacio de Saint-Germain-en-Laye la noche del 6 de enero de 1649. El joven Luis XIV tuvo que pasar la noche en un palacio en obras y dormir sobre paja, pagada a precio de oro. 
Condé bloqueó París. En un invierno glacial, asoló los campos e hizo meter a sus prisioneros, desnudos, en el Sena. París, ya hambriento, sufrió una inundación.
Los caudillos de la Fronda pidieron ayuda al rey Felipe IV de España, quien tras la negociación llevada por Charles Watteville de Joux decidió el envío de una flota de apoyo a la ría de Burdeos. El vizconde de Turenne, recluido en su mansión y descontento por su discriminación, unió a la Fronda con el ejército de Alemania. Entretanto, en París, los libelistas se enfurecían: se redactaron más de cinco mil «mazarinadas», mofándose de la afición por el lucro del «abad de los veinte capítulos» (es decir, del abad que formaba parte de los 20 capítulos, el conjunto de los monjes de una abadía; en realidad, percibía los diezmos de veinte abadías sin administrarlas).
Preocupados por el cariz de los acontecimientos, los presidentes Molé y de Mesmes suplicaron a Ana de Austria que emprendiera negociaciones. Mazarino firmó un acuerdo con ellos. Al mismo tiempo, pidió a Barthélémy Herwart que despidiera a los oficiales del ejército alemán: un millón y medio de libras supuso el tener que exiliar a los ocho regimientos de Turenne. El 7 de marzo de 1649, Turenne fue declarado culpable de un crimen de lesa majestad. Gondi negoció, urgentemente, un codicilo en el que se aseguraban para él y para sus amigos los títulos, cargos y otros honores. El presidente Molé hizo publicar dicho codicilo, lo que provocó la indignación de París. Ana de Austria pudo firmar, entonces, la paz de Rueil el 11 de marzo de 1649. En ella se aseguraba una amnistía general que alcanzaba a Turenne. El rey regresó a París el 18 de agosto, donde fue acogido con gran alborozo. La Fronda no había sido más que un mal sueño.

## La Fronda de los príncipes
El príncipe de Condé fue, junto con Gastón de Francia, el gran vencedor de la Fronda parlamentaria. Obligó a la reina a conceder honores a su hermano Conti y a su hermana, Madame de Longueville. Una querella de prelación provocó una viva controversia entre la nobleza, la agitación que ello produjo motivó un "acto de Unión" firmado por más de ochocientos gentileshombres. La idea de convocar a los Estados Generales para reformar el reino empezó a fraguarse. Tras una nueva insolencia de Condé, Ana de Austria le hizo arrestar, el 18 de enero de 1650, junto con Conti y el duque de Longueville. Los príncipes fueron encarcelados en Vincennes.
En revancha, en provincias, la Fronda se reavivó. La duquesa de Longueville huyó a Normandía acompañada por el  duque François de La Rochefoucauld. Turenne permaneció fiel a Condé. Mazarino reaccionó, y distribuyó los gobiernos a sus adeptos, enviando a los viejos frondistas al retiro. Para comprobar que los nobles de las provincias permanecían fieles a la regente, Ana de Austria, acompañada por Luis XIV, realizó una gira por Francia. La duquesa de Longueville se reunió con Turenne en Meuse y firmó un acuerdo con Felipe IV de España. El ejército de Turenne se unió al de Leopoldo Guillermo, gobernador de los Países Bajos Españoles. Ante el poderío de la Fronda de los príncipes, la reina llevó al rey a Guyenne, donde los frondistas acababan de conquistar Burdeos, y dejó a  Monsieur el gobierno general del reino. Ante la amenaza de Turenne, llevaron a los prisioneros a Vincennes y Marcoussis. El 5 de septiembre, empezó el asedio de Burdeos.
En París, Mazarino cometió el error de negar el capelo a Gondi, impulsando al coadjutor a idear nuevas conspiraciones. En diciembre, el Parlamento reclamó a la reina la liberación de los príncipes y el cese de Mazarino que, el 6 de febrero intentó huir a Saint-Germain-en-Laye. La reina y el rey tenían que encontrarle. Monsieur, al tanto de las intenciones de huida de Mazarino le denunció a Gondi. Durante la noche del 8 al 9, las milicias burguesas cerraron las puertas de París. Soliviantados por el coadjutor, quisieron comprobar que el rey no estaba preparado para marcharse, y Ana de Austria, atemorizada, tuvo que poner vigilancia en la habitación del rey. El 10 de febrero liberaron a los príncipes. El 17, el Parlamento abrió un proceso contra Mazarino.
Durante el curso de los meses siguientes, se llevaron a cabo en París reuniones informales de los gentileshombres. Monsieur fue el portavoz. La nobleza pedía la intervención de los Estados Generales, su idea era tener una monarquía mixta en la que la aristocracia tuviese un papel principal. Estas perspectivas no satisfacían a nadie, ni a los líderes de la nueva Fronda, que estaban divididos por los conflictos internos. Condé rechazo proclamarse regente, y el clero, incitado por Gondi se oponía al Parlamento. El 7 de septiembre de 1651, Luis XIV alcanzó la mayoría.

## La Fronda del Gran Condé

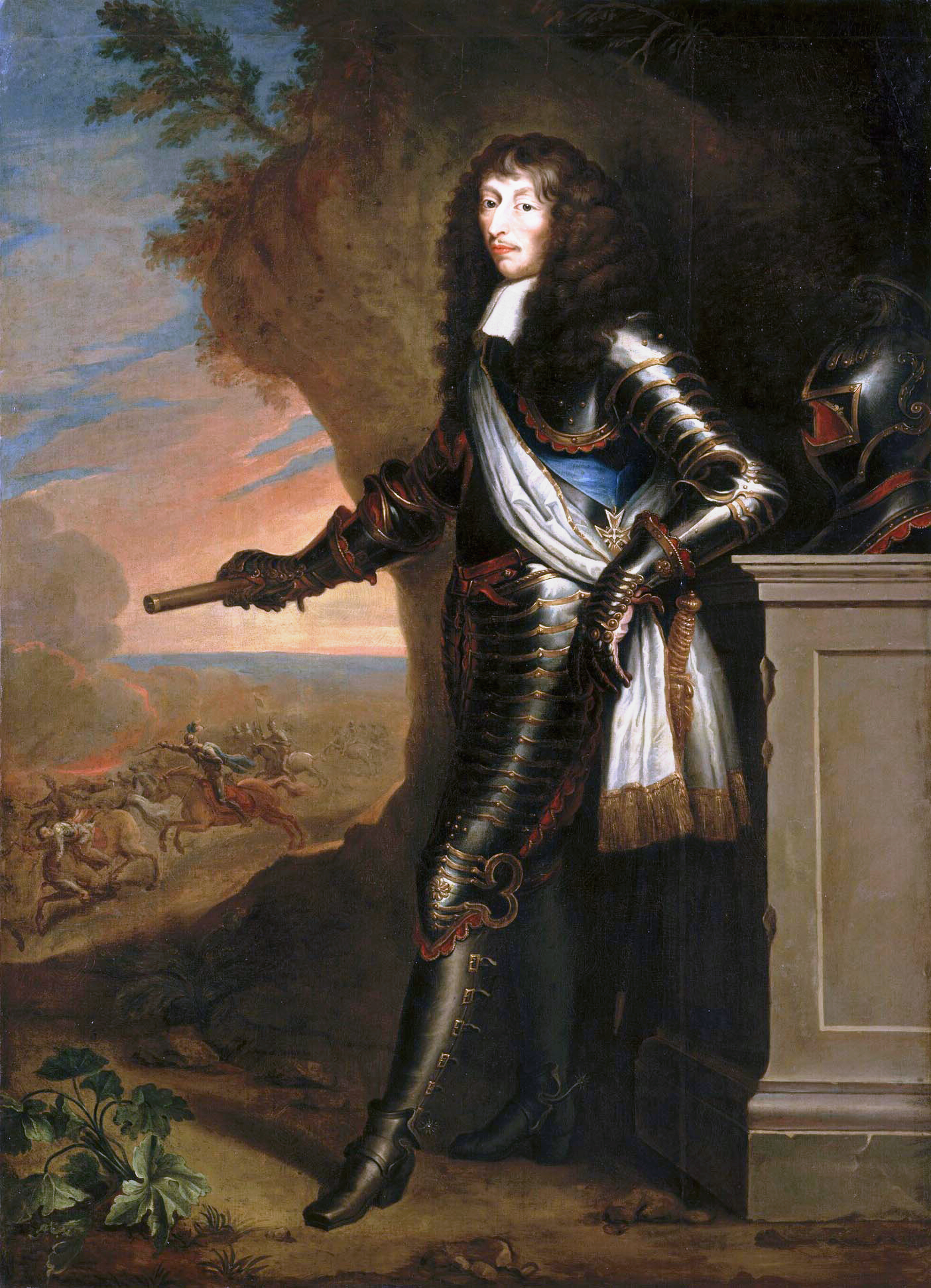
Luis II de Borbón, príncipe de Condé.

El 6 de septiembre, el príncipe de Condé, se retiró a Trie-en-Vexin, refugiándose en la mansión del duque de Longueville. Sin un verdadero motivo que justificara su inquina por Mazarino, se embarcó en una batalla personal. Firmó un acuerdo con los españoles el 6 de noviembre prometiendo entregarles un puerto francés: Bourg (Gironda), a cambio de quinientos mil escudos para alistar tropas. El rey y la reina tuvieron que marcharse de nuevo. En enero de 1652, Ana de Austria llamó a Mazarino. Este negoció  la lealtad de Turenne y el duque de Bouillon. Sin embargo, la vuelta inopinada de Mazarino indignó nuevamente a París. El Parlamento puso precio a su cabeza (ciento cincuenta mil libras). Monsieur firmó con Condé un manifiesto en el que se pedía la expulsión del cardenal. Condé trató de sorprender al ejército real que avanzaba por el Loira, pero Turenne le paró en Bléneau.
Carlos IV de Lorena entró en Francia en mayo, en nombre de los españoles. Su objetivo era liberar al ejército de los príncipes, rodeado por Turenne en Étampes. Las tropas reales y las de Condé jugaban al escondite en torno a París. El 2 de julio, cuando se libraba un combate en el barrio de San Antonio, la Gran Mademoiselle hizo  bombardear a la caballería real y las partes altas de Charonne, desde donde Luis XIV y Mazarino observaban la acción. Condé pudo refugiarse dentro de la ciudad, que fue devastada por el pillaje. El ayuntamiento, en el que estaban reunidos los ediles favorables al rey, fue quemado, y sus ocupantes masacrados por los soldados de Condé disfrazados de obreros.
Ante el cansancio general, Mazarino decidió retirarse a Brühl para calmar la situación. Dada la determinación de formar un partido dispuesto a poner orden en París, Condé dejó Francia y se fue a los Países Bajos poniéndose al servicio de España. El 21 de octubre de 1652 Luis XIV entró, triunfante, en París. Se instaló en el Louvre, más seguro que el Palacio Real. El cardenal de Retz fue encarcelado. Condé fue desposeído de su título de príncipe de sangre real y condenado a muerte, hasta su perdón en el tratado de los Pirineos en 1659. Conti se casó con una sobrina de Mazarino para evitar la desgracia. La Gran Mademoiselle se encerró en Saint-Fargeau, donde permaneció hasta 1657. Una Cámara de justicia, en el Louvre, prohibió a los magistrados "tomar ninguna medida respecto a los asuntos del Estado". Mazarino regresó el 3 de febrero de 1653, y fue recibido con aplausos. El puerto de Bourg, fue tomado por las tropas reales el 4 de julio y Burdeos, última gran ciudad de la Fronda, cayó el 27 de julio de 1653. En noviembre de ese año las tropas francesas recuperan Commercy, Mouzon y Sainte-Menehould. El 28 de junio de 1654 Stenay y por último el 22 de noviembre Clermont-en-Argonne.

## Principales componentes de la Fronda
Por parte del rey
- La regente, Ana de Austria

- El Cardenal Mazarino

Frondistas
- Jean-François Paul de Gondi, futuro cardenal de Retz

- Príncipe de Conti

- Mademoiselle de Montpensier, llamada la Gran Mademoiselle

- El duque y la duquesa de Longueville

- La duquesa de Chevreuse y la duquesa de Montbazon

Indistintamente
- Vizconde de Turenne, gran vencedor

- Gran Conde

(Estos dos generales lucharon, alternativamente, tanto a la cabeza de las tropas reales, como a la de los frondistas).